# 铁姑娘
铁姑娘是一个文革名词。意思是用性质坚硬、坚强的“铁”修饰姑娘，是1960年代、1970年代对中国女性去性别化（或称男性化、中性化）行为方式的称誉性评价。在之前普遍認為姑娘是脆弱的，对中国传统之于妇女德容工言须“温柔”“贤淑”的弱女子性别规范，“铁姑娘”是对传统的一种颠覆，其语义与中国古代的穆桂英、花木兰形象相似，指称女性中可堪与男性媲美的豪杰。
妇女作为现代工业化的人力资源被动员起来加入劳动大军，1970年代年全民所有制企业女工比重达到28.3% （低于实际的妇女参与劳动率），1980年代妇女的劳动参与率达到80%以上（比世界平均水平高15%），是1949年以来重要的社会进步之一。女性被鼓励进入以前由男人从事的重工业、重体力劳动行业—— “三八女子测量队”（“三八女子XX队”成为了固定格式的命名方式）、“三八钻井队”、“女子高空带电作业班”、女炼钢炉长、女建筑工、女子架桥班、三八女子搬运班、三八女子掘进班、女子海洋采殖班、女拖拉机手、雷锋女子民兵班、女飞行员……被媒体广为报道，刺激着、塑造着人们的想象。但据研究者调查，女子专业队也多集中在生产建设兵团、石油系统和电业局等大型国有企业和基地，不像人们想象（被媒体渲染所诱导、营造）的那么普遍。实际是计划经济下统一调配劳动力造成某些局部、暂时的性比例失调，以妇女从业方式来缓解。而通过组织女子专业队的方式激励妇女做超出她们体能的重、累、脏、险的活，往往比男女混编更行之有效。
她们中的风流人物是女劳模李秀英、吕玉兰、郝建秀、吴莲英、尉凤英，第一代知青邢燕子、侯隽，大寨铁姑娘郭凤莲、江水英（《龙江颂》里的女主人公）。梳双辫、留短发，宽肩粗腰，大嗓门，身着蓝色工装（裙子有“小资”嫌疑），皮肤黝黑，结实而强壮，神态活泼开朗；从不在乎自己的容貌，忌讳个人情感，“同志”、“战友”取代了“窈窕淑女，君子好逑”；“一副肩膀两只手，一根扁担两条腿”，在生产劳动中“誓叫大地换新颜”——江青所摄“飒爽英姿五尺枪”的“女民兵”照片就是典型的铁姑娘形象。任何肯定女性身体性征美（秀发、玉肤、红唇、高乳、长腿）的展示都被斥之为“臭美”，把那些令人怦然心动的人体美许给了狐媚的女特务、资产阶级小姐、浪荡堕落女人。
应该看到，1949年以后这一中国社会性别平等的多层次的、分步的历程，作为中国共产党主导的妇女解放，毕竟拓展了妇女参与社会生产的广度，改变了社会对妇女的能力评价，部分触及到“男主外女主内”的传统性别分工模式以及支持这一模式的文化观念系统，争取女性的权利，是女权权利在中国发展、成长的实际道路。但它同时也是牺牲了女性福利换来的。罔顾固有女性生理特点，忽视对妇女生理特点的劳动保护，造成了许多妇女病的发生、遗留。
1980年代大陆学界对这样的政策取向进行了批判性审理。1990年代国家劳动人事部明确禁止女职工从事矿山井下作业、森林伐木及流放作业、建筑业脚手架的组装和拆除作业、电力电信行业的高处架线作业、连续负重（每小时负重次数在6次以上）每次负重超过20公斤等作业。此时女职工已全线退出重体力、井下和野外作业；初步达到国际公认的妇女劳动保护底线。

## “铁姑娘”与女性就业
有研究者在对中国城市女性就业的回顾和反思的文章中,把1949年以来的中国妇女就业按就业机制分为三阶段:不完全计划就业阶段、计划就业阶段和80年代后从计划就业机制向市场就业机制过渡阶段。其中，不完全计划就业阶段是1949-1957年，比如在1952年, 全民所有制女职工不过60万，登记要求就业的妇女就有58.2万(占登记就业人员的41.4% )，当时工业对劳动力的吸纳能力还很有限，所谓国家统包统分还谈不上，妇女的就业愿望也远不能都实现(邓颖超,1952)。计划就业阶段是1957-1960年，国家强力干预在这个阶段起到了重要作用，因此女性就业增长效果明显。全民所有制女职工从328.6万增至1008.7万，增长了206.7%,而同期全民所有制职工增长幅度是90.2%，在这一阶段，女性就业的领域也不断拓宽,遍布了国民经济的各个行业。新华社1959年一则电讯所称:“‘什么事情都能干, 什么事情都能干好’是概括今天中国妇女的形象的最恰当的两句话。”(新华社讯,1959) 80年代后在城市经济改革的背景下，中国妇女就业进入第三阶段，即从计划就业机制向市场就业机制过渡阶段，90年代以后中国重现性别行业分化。可见，20世纪50年代到80年代是中国经历去性别化过程的时代，期间国家干预所起的作用是非常明显的。妇女进入重工业和重体力劳动部门得到了政府的明确鼓励，当时的劳动部部长撰文要求劳动部门:“用妇女劳动力顶替部分生产部门现有的年轻力壮的男劳动力”。妇女较多涌入重工业部门是基于中国以重工业带动工业化的政策背景，所以全国妇联强调，妇女是“为了响应国家‘以重工业为工业建设的重点’，参加了过去从来没有妇女参加过的生产部门”，方形成女职工在重工业部门“逐年地增加”的局面(邓颖超,1991/1953)。20世纪六七十年代，政治动员模式的理想性别分工模式下“铁姑娘”是时代特有的符号。
大跃进背景下的就业政策对城市妇女就业的影响是：妇女就业规模和水平全面提高;妇女就业领域继续拓宽,但行业、职业间的平均分布为日后妇女就业的发展留下了隐患;妇女就业作为正常的社会经济现象已被全社会确认,但过度的保障和保护在把妇女从家庭束缚中解放出来的同时，强化了城市女性对国家、单位的依赖。

## 参看
- 鐵娘子